# Форбек
Форбек (нем. Vorbeck) — община в Германии, в земле Мекленбург-Передняя Померания.
Входит в состав района Бад-Доберан. Подчиняется управлению Шван.  Население составляет 327 человек (на 31 декабря 2010 года). Занимает площадь 15,59 км².